# میا تاچیبانا
میا تاچیبانا (انگلیسی: Miya Tachibana؛ زادهٔ ۱۲ دسامبر ۱۹۷۴) ورزشکار شنای موزون اهل ژاپن است.
وی در مسابقات کشوری و بین‌المللی در مجموع برندهٔ ۳ مدال طلا، ۸ مدال نقره، ۴ مدال برنز شده‌است.